# 长梗棘豆
长梗棘豆（学名：Oxytropis longipedunculata）为豆科棘豆属下的一个种。